# Jakub Kosakowski
Jakub Kosakowski (ur. 7 stycznia 2002) – polski szachista, arcymistrz od 2025 roku.

## Kariera szachowa
Udział w zawodach szachowych zaczął od startu w turnieju w 2010 w Białymstoku (Memoriał Ludwika Zamenhofa, open D), gdzie zajął pierwsze miejsce. Pięciokrotnie zdobył medale mistrzostw Polski juniorów: złoty w Poroninie w 2012 (do lat 10), złoty w Suwałkach 2015 (do lat 14), srebrny w Ustroniu 2017 (do lat 16), złoty w Jastrzębiej Górze 2018 (do lat 16) i srebrny w Szklarskiej Porębie w 2020 (do lat 18).
Był ośmiokrotnym medalistą mistrzostw Polski juniorów w szachach szybkich (w tym sześciokrotnym mistrzem Polski: Warszawa 2011 – do lat 10, Olsztyn 2013 – do lat 12, Wrocław 2014 – do lat 12, Koszalin 2016 – do lat 14, Wrocław 2017 – do lat 16 i Wrocław 2018 – do lat 16) oraz pięciokrotnym medalistą mistrzostw Polski juniorów w szachach błyskawicznych (w tym mistrzem Polski: Wrocław 2014 – do lat 12 i Koszalin 2016 – do lat 14). Dwukrotnie reprezentował Polskę na mistrzostwach świata juniorów oraz w mistrzostwach Europy juniorów (2 razy), najlepszy wynik uzyskując w 2015 w Poreč (13. m. na MEJ do 14 lat). Zwyciężył w turnieju: 2010 w Białymstoku (Memoriał Ludwika Zamenhofa, open D).
Najwyższy ranking w dotychczasowej karierze osiągnął 1 września 2023, z wynikiem 2494 punktów.

## Osiągnięcia
Indywidualne mistrzostwa Polski:
- Kruszwica 2022 – IX-XII m[6].

Indywidualne mistrzostwa Polski do 20 lat:
- Pokrzywna 2020 – IV m[7].
- Pokrzywna 2021 – złoty medal[8]

Indywidualne mistrzostwa świata juniorów:
- Maribor 2012 – LI m.
- Porto Karas 2018 – XIV m.
- Cala Gonone 2022 – XVII m.

Indywidualne mistrzostwa Europy juniorów:
- Poreč 2015 – XIII m.
- Mamaja 2017 – XVII m.

Indywidualne mistrzostwa Polski juniorów:
- Poronin 2012 – złoty medal
- Wałbrzych 2013 – IV m.
- Spała 2014 – IV m.
- Suwałki 2015 – złoty medal
- Olecko 2016 – VIII m.
- Ustroń 2017 – srebrny medal
- Jastrzębia Góra 2018 – złoty medal
- Szklarska Poręba 2019 – IV m.
- Szklarska Poręba 2020 – srebrny medal

Drużynowe mistrzostwa Polski juniorów:
- Karpacz 2013 – srebrny medal[9]
- Masłów Pierwszy 2014 – złoty medal[10]

Wybrane sukcesy w innych turniejach:
- 2010 – I m. w Białymstoku (Memoriał Ludwika Zamenhofa, open D)[4]
- 2015 – dz. II m. w Jastrzębiej Górze (Gwiazda Północy)
- 2017 – dz. III m. w Jastrzębiej Górze (Gwiazda Północy)
- 2020 – dz. II m. w Łazach (Perła Bałtyku, open A)
- 2021 – II m. w Polanicy-Zdroju (Memoriał Akiby Rubinsteina, open A)[11]
- 2022 – dz. III m. w Suwałkach (Memoriał Ireny Warakomskiej, open A)[12], dz. II m. w Mirandeli (Mirandela Open 2022)[13]
- 2023 – dz. I m. w Pieszczanach (Slovakia Chess Open PIEŠŤANY 2023 – OPEN A)[14], I m. w Dilidżanie (A.Yeghiazaryan Memorial)[15]